# Rafelcofer (kommun)
Rafelcofer är en kommun i Spanien.   Den ligger i provinsen Província de València och regionen Valencia, i den östra delen av landet, 300 km sydost om huvudstaden Madrid. Antalet invånare är 1 472. Arean är 2,0 kvadratkilometer. Rafelcofer gränsar till Bellreguard, Almoines, L'Alqueria de la Comtessa, La Font d'En Carròs, Beniarjó och Beniflá. 
Terrängen i Rafelcofer är platt.